# Кипуши
Кипу́ши (фр. Kipushi) — город в провинции Верхняя Катанга Демократической Республики Конго.
Город является частью римско-католической епархии Саканиа-Кипуши.

## География
Город расположен в 35 км юго-западнее города Лубумбаши, в непосредственной близости от границы с Замбией, на высоте 1329 м над уровнем моря. Основой экономической деятельности Кипуши является добыча полезных ископаемых.

## Население
В 2010 году население города по оценкам составляло 121 831 человек.

## Месторождение Кипуши
На месторождении Кипуши (бывшее месторождение Принц Леопольд) добываются медь, свинец и цинк. Добыча руды производится открытым способом — подэтажным обрушением. В руде содержатся минералы сфалерит, галенит, пирит и арсенопирит. По оценкам, месторождение содержит 70 млн т руды, или в среднем 4,8 % Cu, 8,8 % Zn и 0,5 % Pb. С 1925 по 1986 год было добыто 3,8 млн т меди, 5,9 млн т цинка, 0,4 млн т свинца, 45 000 т кадмия и 120 т германия, а также других элементов.